# 브레이킹 배드
《브레이킹 배드》(Breaking Bad)는 빈스 길리건이 감독 및 제작하고 AMC에서 방영한 미국 범죄 드라마이다. 2008년 1월 20일에 방영이 시작됐으며 2013년 9월 29일에 총 62편으로 구성된 다섯 시즌으로 종영됐다. "Breaking Bad"라는 제목은 미국 남부의 구어체로 '지옥을 일으키자' 혹은 '막가자'라는 뜻을 담았다.
뉴멕시코 앨버커키가 무대로 저임금에 시달리는 고등학교 화학 교사 월터 화이트(브라이언 크랜스턴 역)가 주인공이다. 폐암 3기 선고를 받은 것을 계기로 월터는 돈을 벌기 위해 그의 제자 제시 핑크맨(에런 폴)와 협력해 메스암페타민을 제조하고 유통하며 범죄의 세계에 뛰어드는 것이 주요내용이다. 월터의 가족으로 월터의 아내 스카일러(애나 건)와 아들 월터 주니어(RJ 마이트), 스카일러의 여동생 마리 슈레이더(베치 브랜트)와 그의 남편이자 마약단속국 요원 행크(딘 노리스)가 있다. 그 외 조연으로 월터와 제시의 변호사 사울 굿맨(밥 오든커크), 사설탐정 및 해결사 마이크 어먼트라우트(조너선 뱅크스)와 마약상 구스타보 프링(잔카를로 에스포지토)이 등장한다.
《브레이킹 배드》 시즌 1은 대체적으로 호응을 받았으며 이후 방영된 시즌들은 연기, 연출, 각본과 인물상으로 전폭적으로 긍정적인 평가를 받았다. 첫 세 시즌은 평균적인 시청률을 기록했으나 네 번째와 다섯 번째 시즌은 넷플릭스를 통해서도 공개되면서 시청률이 상승했다. 2013년에 방영된 시즌 5 2부에서 다시 시청률이 급격히 상승했다. 종영된 시점에서 《브레이킹 배드》는 전미에서 가장 많이 시청한 텔레비전 프로그램 순위권에 진입했다. 《브레이킹 배드》는 수많은 상들을 수여받아 프라임타임 에미상 16부문, 새틀라이트상 8부문, TCA 어워드 4부문, 골든 글로브상 2부문, 피버디상 2부문과 크리틱스 초이스 영화상 2부문을 수여받았다. 프라임타임 에미상에서 브라이언 크랜스턴은 '뛰어난 드라마 주연배우' 부문을 4차례, 애런 폴은 '뛰어난 드라마 조연배우' 부문을 3차례, 애나 건은 '뛰어난 드라마 조연여배우' 부문을 2차례 수상받았다.
텔레비전 시리즈 종영 후 프랜차이즈로서의 《브레이킹 배드》가 시작됐다. 사울 굿맨이 주인공인 프리퀄 《베터 콜 사울》이 2015년부터 2022년까지 방영됐다. 제시가 주인공인 후속영화 《브레이킹 배드 무비: 엘 카미노》가 넷플릭스와 영화관을 통해 2019년 10월 11일 개봉됐다.

## 줄거리
브레이킹 배드는 앨버커키의 힘들고 좌절한 고등학교 화학 교사 월터 화이트가 수술 불가능한 폐암 진단을 받은 후 가족을 재정적으로 부양하기 위해 지역 메스암페타민 마약 거래의 범죄 거물이 되는 과정을 따라간다. 처음에는 전 학생 제시 핑크맨과 함께 이동식 마약 제조실에서 소량의 메스를 만들던 월터와 제시는 결국 수요가 많은 극도로 순수한 파란색 메스를 대량으로 생산하기 위해 확장한다. 월터는 자신의 신분을 숨기기 위해 "하이젠베르크"라는 이름을 사용한다. 새로운 사업으로 인해 월터는 가족, 매형 행크 슈레이더를 통한 마약단속국, 지역 갱단, 그리고 멕시코 마약 카르텔 (지역 유통업자 포함)과 갈등을 겪게 되며, 이는 자신과 가족의 생명을 위협한다. 시리즈의 사건은 2008년에서 2010년 사이에 일어난다.

## 인물

### 주연
- 월터 화이트, 하이젠버그 (브라이언 크랜스턴)
- 스카일러 화이트 (애나 건)
- 제시 핑크먼 (에런 폴)
- 아이작 행크 슈레이더 (딘 노리스)
- 월터 화이트 주니어 (RJ 미티)
- 마리 슈레이더 (벳시 브랜트)

### 조연
- 사울 굿맨 (밥 오든커크)
- 구스타보 프링 (잔카를로 에스포시토)
- 리디아 로다퀘일 (로라 프레이저)
- 마이크 어만트라우트 (조너선 뱅크스)
- 안드레아 칸틸로 (에밀리 리오스)
- '스키니' 피트 (찰스 베이커)
- 뱃저 (맷 L. 존스)
- 토드 알퀴스트(제시 펠몬스)
- 휴얼 (라벨 크로퍼드)
- 제인 마골리스 (크리스틴 리터)
- 아이삭 조지 머커트 (마이클 샤머스 웨일스)
- 게일 베디커 (데이비드 코스티바일)
- 투코 살라만카 (레이먼드 크루즈)
- 헥토르 살라만카 (마크 마걸리스)

## 에피소드
| 방송 채널 | 본방송           | # 에피소드                     | 감독              | 각본                             |
| AMC       |                  |                                |                   |                                  |
| AMC       | 시즌 1 (2008)    |                                |                   |                                  |
| --------- | ---------------- | ------------------------------ | ----------------- | -------------------------------- |
| AMC       | 1 / 20           | #1 Pilot                       | 빈스 길리건       | 빈스 길리건                      |
| AMC       | 1 / 27           | #2 Cat's in the Bag…           | 애덤 번스타인     | 빈스 길리건                      |
| AMC       | 2 / 10           | #3 …And the Bag's in the River | 빈스 길리건       | 빈스 길리건                      |
| AMC       | 2 / 17           | #4 Cancer Man                  | 짐 매케이         | 빈스 길리건                      |
| AMC       | 2 / 24           | #5 Gray Matter                 | 트리샤 브록       | 패티 린                          |
| AMC       | 3 / 2            | #6 Crazy Handful of Nothin     | 브론웬 휴즈       | 조지 마스트라우스                |
| AMC       | 3 / 9            | #7 A No-Rough-Stuff-Type Deal  | 팀 헌터           | 피터 굴드                        |
| AMC       | 시즌 2 (2009)    |                                |                   |                                  |
| AMC       | 3 / 8            | #1 Seven Thirty-Seven          | 브라이언 크랜스턴 | J. 로버츠                        |
| AMC       | 3 / 15           | #2 Grilled                     | 찰스 헤이드       | 조지 마스트라우스                |
| AMC       | 3 / 22           | #3 Bit by a Dead Bee           | 테리 맥도너       | 피터 굴드                        |
| AMC       | 3 / 29           | #4 Down                        | 존 달             | 샘 캐틀린                        |
| AMC       | 4 / 5            | #5 Breakage                    | 요한 레크         | 모이라 월리-베켓                 |
| AMC       | 4 / 12           | #6 Peekaboo                    | 피터 메닥         | J. 로버츠 & 빈스 길리건          |
| AMC       | 4 / 19           | #7 Negro y Azul                | 펠릭스 알칼라     | 존 시반                          |
| AMC       | 4 / 26           | #8 Better Call Saul            | 테리 맥도너       | 피터 굴드                        |
| AMC       | 5 / 3            | #9 4 Days Out                  | 미셸 매클래런     | 샘 캐틀린                        |
| AMC       | 5 / 10           | #10 Over                       | 필 에이브러햄     | 모이라 월리-베켓                 |
| AMC       | 5 / 17           | #11 Mandala                    | 애덤 번스타인     | 조지 마스트라우스                |
| AMC       | 5 / 24           | #12 Phoenix                    | 콜린 벅시         | 존 시반                          |
| AMC       | 5 / 31           | #13 ABQ                        | 애덤 번스타인     | 빈스 길리건                      |
| AMC       | 시즌 3 (2010)    |                                |                   |                                  |
| AMC       | 3 / 21           | #1 No Más                      | 브라이언 크랜스턴 | 빈스 길리건                      |
| AMC       | 3 / 28           | #2 Caballo sin Nombre          | 애덤 번스타인     | 피터 굴드                        |
| AMC       | 4 / 4            | #3 I.F.T                       | 미셸 매클래런     | 조지 마스트라우스                |
| AMC       | 4 / 11           | #4 Green Light                 | 스캇 위넌트       | 샘 캐틀린                        |
| AMC       | 4 / 18           | #5 Más                         | 요한 레넥         | 모이라 월리-베켓                 |
| AMC       | 4 / 25           | #6 Sunset                      | 존 시반           | 존 시반                          |
| AMC       | 5 / 2            | #7 One Minute                  | 미셸 매클래런     | 토마스 슈나즈                    |
| AMC       | 5 / 9            | #8 I See You                   | 콜린 벅시         | 제니퍼 허치슨                    |
| AMC       | 5 / 16           | #9 Kafkaesque                  | 미셸 슬로비스     | 피터 굴드 & 조지 마스트라우스    |
| AMC       | 5 / 23           | #10 Fly                        | 라이언 존슨       | 샘 캐틀린 & 모이라 월리-베켓     |
| AMC       | 5 / 30           | #11 Abiquiu                    | 미셸 매클래런     | 존 시반 & 토마스 슈나즈          |
| AMC       | 6 / 6            | #12 Half Measures              | 애덤 번스타인     | 샘 캐틀린 & 피터 굴드            |
| AMC       | 6 / 13           | #13 Full Measure               | 빈스 길리건       | 빈스 길리건                      |
| AMC       | 시즌 4 (2011)    |                                |                   |                                  |
| AMC       | 7 / 17           | #1 Box Cutter                  | 애덤 번스타인     | 빈스 길리건                      |
| AMC       | 7 / 24           | #2 Thirty-Eight Snub           | 미셸 매클래런     | 조지 마스트라우스                |
| AMC       | 7 / 31           | #3 Open House                  | 데이비드 슬레이드 | 샘 캐틀린                        |
| AMC       | 8 / 7            | #4 Bullet Points               | 콜린 벅시         | 모이라 월리-베켓                 |
| AMC       | 8 / 14           | #5 Shotgun                     | 미셸 매클래런     | 토마스 슈나즈                    |
| AMC       | 8 / 21           | #6 Cornered                    | 미셸 슬로비스     | 제니퍼 허치슨                    |
| AMC       | 8 / 28           | #7 Problem Dog                 | 피터 굴드         | 피터 굴드                        |
| AMC       | 9 / 4            | #8 Hermanos                    | 요한 레넥         | 샘 캐틀린 & 조지 마스트라우스    |
| AMC       | 9 / 11           | #9 Bug                         | 테리 맥도너       | 모이라 월리-베켓 & 토마스 슈나즈 |
| AMC       | 9 / 18           | #10 Salud                      | 미셸 매클래런     | 피터 굴드 & 제니퍼 허치슨        |
| AMC       | 9 / 25           | #11 Crawl Space                | 스캇 위넌트       | 조지 마스트라우스 & 샘 캐틀린    |
| AMC       | 10 / 2           | #12 End Times                  | 빈스 길리건       | 토마스 슈나즈 & 모이라 월리-베켓 |
| AMC       | 10 / 9           | #13 Face Off                   | 빈스 길리건       | 빈스 길리건                      |
| AMC       | 시즌 5-i (2012)  |                                |                   |                                  |
| AMC       | 7 / 15           | #1 Live Free or Die            | 미셸 슬로비스     | 빈스 길리건                      |
| AMC       | 7 / 22           | #2 Madrigal                    | 미셸 매클래런     | 빈스 길리건                      |
| AMC       | 7 / 29           | #3 Hazard Pay                  | 애덤 번스타인     | 피터 굴드                        |
| AMC       | 8 / 5            | #4 Fifty-One                   | 미셸 매클래런     | 샘 캐틀린                        |
| AMC       | 8 / 12           | #5 Dead Freight                | 조지 마스트라우스 | 조지 마스트라우스                |
| AMC       | 8 / 19           | #6 Buyout                      | 콜린 벅시         | 제니퍼 허치슨                    |
| AMC       | 8 / 26           | #7 Say My Name                 | 토마스 슈나즈     | 토마스 슈나즈                    |
| AMC       | 9 / 2            | #8 Gliding Over All            | 미셸 매클래런     | 모이라 월리-베켓                 |
| AMC       | 시즌 5-ii (2013) |                                |                   |                                  |
| AMC       | 8 / 11           | #9 Blood Money                 | 브라이언 크랜스턴 | 피터 굴드                        |
| AMC       | 8 / 18           | #10 Buried                     | 미셸 매클래런     | 토마스 슈나즈                    |
| AMC       | 8 / 25           | #11 Confessions                | 미셸 슬로비스     | 제니퍼 허치슨                    |
| AMC       | 9 / 1            | #12 Rabid Dog                  | 샘 캐틀린         | 샘 캐틀린                        |
| AMC       | 9 / 8            | #13 To'hajiilee                | 미셸 매클래런     | 조지 마스트라우스                |
| AMC       | 9 / 15           | #14 Ozymandias                 | 라이언 존슨       | 모리아 월리-베켓                 |
| AMC       | 9 / 22           | #15 Granite State              | 피터 굴드         | 피터 굴드                        |
| AMC       | 9 / 29           | #16 Felina                     | 빈스 길리건       | 빈스 길리건                      |

## 주제

### 도덕적 결과
연출가 빈스 길리건은 뉴욕 타임즈 인터뷰에서 시리즈가 주는 교훈은 “행동에는 결과가 따른다”라고 밝히며 《브레이킹 배드》는 다음과 같은 철학을 담고 있다고 설명했다.
"'나는 천국이 있다고 믿고 싶다. 하지만 지옥이 있다는 것을 믿을 수 없다.' 내 철학이 되는 말이다. 종교가 인간 행동의 원동력 그 이상도 이하도 아니라면, 죄인들이 처벌받기 원하는 인간의 욕망으로 보여진다. 나는 성경의 속죄나 정의 같은 것이 필요하다고 느낀다. 비록 몇 년 또는 몇 십 년이 걸리더라도 업보가 어느 순간부터 시작된다고 믿고 싶다."
칼럼니스트 척 클로스터맨은 《소프라노스》, 《매드맨》 그리고 《더 와이어》와 같은 다른 TV 시리즈들과 비교했을때, 《브레이킹 배드》는 무엇이 옳고 그른지 분명한 차이점이 있다는 불편한 전제 하에 제작되었고, 그 전제를 토대로 등장인물들이 어떤 삶을 살지 결정한다고 말했다. 클로스터맨이 《브레이킹 배드》와 《소프라노스》를 비교한 것에 덧붙여 뉴욕 타임스의 로스 다우타트에 따르면, 두 시리즈는 도덕극으로서 도덕적 기능을 다룬다. 각 시리즈의 주인공인 월터 화이트가 어둠을 보여주기 위해 의도적으로 빛을 외면하는 인물인 반면 토니 소프라노는 어둠 속에서 나고 자란 인물로 자신을 빛으로 이끌어주는 기회를 저버렸다. 월터와 토니 둘 다 악의 문제, 파멸 그리고 자유의지를 보여주는 대칭적인 이미지이다." 그는 《브레이킹 배드》가 던지는 핵심 질문은 다음과 같다고 덧붙였다. “어떤 것이 인간을 ‘나쁘게’ 만드는가? 행동, 동기 혹은 의식적인 결정이 나쁜 사람을 만드는가?’ 결론적으로 시리즈 속에서 “좋음과 나쁨은 단지 복잡한 선택일 뿐 다른 것과 다를 바 없다.” 라고 밝혔다.

### 가족에 대한 헌신
《브레이킹 배드》는 주요 인물들과 그 가족들의 관계를 자세하게 그려낸다. 월터는 가족을 지키겠다는 바람으로 크리스탈 메스를 제조하겠다는 결정을 정당화하고 범죄자가 된다. 시즌 3에서 와이프 스카일러가 월터를 떠나겠다고 하자 메스 사업에서 손 떼려고 한다. 구스는 가족들에게 사랑받지는 못해도 이 사업으로 가족을 지킬 수 있다고 말하며 설득한다. 하지만 마지막 에피소드에서 스카일러는 월터가 그녀와 아이들을 위해 972만 달러를 아무도 모르게 모아두었음에도 불구하고 메스 사업의 주요 동기는 월터 자신의 이익을 위한 것이라고 말하고, 결국 월터는 이를 인정한다. 극 초반에 제시가 외로움을 겪는 장면들이 등장한다. 제시의 부모님은 그가 마약을 다루는 모습을 보이자 집에서 내쫓기로 했던 일이 부분적으로 영향을 미쳤을 것이다. 부모와의 단절로 인해 제시는 마약을 하다 제인과 가까운 사이가 된다. 제인 역시 마약을 하다 아버지와 사이가 나빠졌다. 월터가 제인의 아버지와 마주쳤을 때, 월터는 제시를 조카라고 말하며 연락이 되지 않는다며 한탄한다. 이에 제인의 아버지는 “가족이예요. 절대 포기할 수 없어요.”라고 계속해서 말해준다.
시즌 2에서 투코 살라망카는 거동이 불편한 삼촌 헥터를 돌본다. 투코가 행크에 의해 죽었을 때 투코의 사촌들은 복수를 맹세한다. 이는 과거 헥터가 형제들에게 “가족이 전부다”라고 말한 것에 기인했다고 볼 수 있다. 구스타보 프링이 운영하는 프랜차이즈 Los Pollos Hermanos는 The Chicken Brothers, 즉 “치킨 형제들”로 번역된다. 이 회사는 구스와 그와 가까운 관계인 맥스라는 남자에 의해 공동설립 되었다는 것을 알 수 있다. 맥스가 헥터에 의해 죽임을 당했을 때 구스는 살라망카 일가를 파멸시키기로 맹세한다. 시즌 5의 첫번째 에피소드에서, 마이크 어만트라우트가 이 일을 하는 이유는 손녀의 미래를 위해서이며 그가 마지막으로 등장하는 에피소드에서 자신을 계속 추적해온 경찰을 마주하여 손녀를 공원에 혼자 둬야할 때 갈등을 겪는다. 시즌 5의 두번째 에피소드에서 백인 우월주의자 잭 웰커는 “가족에게 소홀히 하지 말라”고 말하면서, 사막에서 월터를 포획했지만 그를 존경하는 조카 토드 알퀴스트를 생각해서 죽이지 않고 놔준다. 리디아 로다르테 퀘일은 마이크가 자신을 죽이려고 할 때 딸이 엄마가 자신을 버렸다고 생각할까봐 딸이 찾을 수 있게 몸통은 집에 남겨달라고 부탁한다. 리디아는 월터와 마이크처럼 자식을 보호하기 위해 메스 사업에 뛰어든 것처럼 보인다. 리디아 역을 맡은 배우 로라 프레이저는 한 인터뷰에서 딸은 리디아가 스스로를 위해 한 일을 어떻게 정당화 시키는지 보여주기 위한 중요한 존재라고 말했다.

### 자존심
자존심 혹은 자만심은 월터 화이트를 비극적인 캐릭터로 만드는 주요 소재이다. 빈스 길리건은 빌리지 보이스와의 인터뷰에서 친구네 부부인 그레첸과 엘리엇 슈와츠가 월터의 항암 치료 비용을 부담해주겠다는 제안을 받지 않은 장면을 월터가 내면의 악을 깨는 정점으로 꼽았다.
"그들은 월터가 필요한 것을 모두 줍니다. 마지막에 그는 '고맙지만 사양할게'라고 말한 후 제시에게 돌아가 '작업하자'고 말하죠. 이때 전 월터라는 캐릭터가 참 재밌더라고요. 자존심은 엄청나게 센 인물이예요."
루퍼의 한 기사는 자존심이 월터의 치명적인 단점이라고 지적했다. 그는 자존심 때문에 메스를 계속 만드는 것을 선택하고 결국은 스스로를 나락으로 떨어지게 한다. 예를 들어, 가족 모임에서 행크는 게일 보에티처의 특출난 범죄 재능에 감탄하며 게일이 하인즈버그라고 추측한다. 이에 월터는 "내가 보기에 그 명석함은 단순히 누군가의 작업물을 외워서 베낀 것에 불과해. 나 알잖아. 그런 학생들 많이 봐왔어. 자네가 찾는 그 천재는 아마 어딘가에 있을거야"라고 대답한다. 스카일러는 월터가 이처럼 자신감 넘치는 말을 하지 않았으면 행크는 수사를 중단했을지도 모른다는 생각에 좌절한다.
마지막으로, 비평가들의 찬사를 받은 시즌 5의 에피소드 14는 퍼시 비시 셸리의 시 '오지맨디아스'에서 에피소드 제목을 따왔다. 이 시는 교만한 왕의 몰락을 다루는 내용이다. 셸리의 시의 오지맨디아스처럼 월터는 제국 건설에 들인 공에 대해 보여줄 것이 거의 없는 반영웅으로서 스스로의 무적과 오만함에 대한 포악한 열망을 보여준다.
행크의 죽음으로 월터는 더 이상 가족을 위한다는 명분으로 메스를 제조하는 일을 계속하기가 어려워지는 변화를 겪는다. 브레이킹 배드의 마지막 에피소드에서 월터는 스카일러의 말을 받아들이며 자신이 자존심 때문에 하이젠버그가 되었다는 사실을 인정한다. "나를 위해 했어. 내가 좋아서 했고. 잘했었어."

## 수상 및 후보
《브레이킹 배드》는 2008년 1월 20일 첫 방영 이후 화제를 집중시켰다. 이후 다양한 시상식에서 다양한 상의 후보로 초청했다. 에미상에서 42번 후보 초청 중 8회 수상 (2012년 기준), 22번 후보 초청 중 새턴상에서 9회 수상, 11번 후보 초청 중 새틀라이트상에서 5회 수상, 골든 글로브 시상식에서 4회 후보 초청, 16번 후보 초청 중 미국 작가 협회상 4회 수상, 7회 후보 초청 중 영화배우 협회상 1회 등을 수상했다. 후보로 초청된 총 151회 중 48개의 상이 《브레이킹 배드》에 돌아갔다. 2013년 9월 22일 미국 로스앤젤레스에서 열린 제65회 에미상 시상식에서 최우수 드라마 시리즈 상(에미상)을 수상하였다.
《브레이킹 배드》에서 월터 화이트의 역을 맡았던 브라이언 크랜스턴은 에미상의 남우주연상을 3회 연속 수상했다. 제시 핑크먼을 연기했던 에런 폴도 에미상의 남우조연상을 2번 거머쥐었다.
후보로 가장 많이 추천된 에피소드는 "페이스 오프"로 7번 후보 자리에 올랐다. 다음으론 첫 시즌 첫 화였던 "파일럿"이었다. 에미상 수상을 비롯한 4회 수상과 더불어 6번 후보 자리에 올랐다. 뒤이어서 "No Mas"와 "ABQ"는 나란히 3번 후보 자리에 이름을 올렸다.
《브레이킹 배드》의 시즌 5 14번째 에피소드인 《Ozymandias》는 IMDb에서 10.0점의 평가를 받아, 단독 TV 에피소드로 역대 평점 2위를 하였다.
| 년도            | 상                               | 후보                   | 에피소드                                                                             | 결과 |
| 에미상          |                                  |                        |                                                                                      |      |
| --------------- | -------------------------------- | ---------------------- | ------------------------------------------------------------------------------------ | ---- |
| 60회 (2008)     | 드라마 감독상                    | 빈스 길리건            | "Pilot"                                                                              | 후보 |
| 60회 (2008)     | 남우주연상                       | 브라이언 크랜스턴      | "Pilot"                                                                              | 수상 |
| 61회 (2009)     | 드라마 최우수 작품상             | 빈스 길리건 외 4명     | "Grilled", "Peekaboo" "Better Call Saul", "4 Days Out" "Phoenix", "ABQ"              | 후보 |
| 61회 (2009)     | 남우주연상                       | 브라이언 크랜스턴      | "Phoenix"                                                                            | 수상 |
| 61회 (2009)     | 남우조연상                       | 에런 폴                | "Peekaboo"                                                                           | 후보 |
| 62회 (2010)     | 드라마 최우수 작품상             | 빈스 길리건 외 8인     | "No Mas", "Sunset" "One Minute", "Fly" "Half Measures", "Full Measure"               | 후보 |
| 62회 (2010)     | 드라마 감독상                    | 미셸 매클래런          | "One Minute"                                                                         | 후보 |
| 62회 (2010)     | 남우주연상                       | 브라이언 크랜스턴      | "Full Measure"                                                                       | 수상 |
| 62회 (2010)     | 남우조연상                       | 에런 폴                | "Half Measures"                                                                      | 수상 |
| 64회 (2012)     | 드라마 최우수 작품상             | 빈스 길리건 외 8인     | "Box Cutter", "Salud" "Problem Dog", "Crawl Space" "End Times", "Face Off"           | 후보 |
| 64회 (2012)     | 드라마 감독상                    | 빈스 길리건            | "Face Off"                                                                           | 후보 |
| 64회 (2012)     | 남우주연상                       | 브라이언 크랜스턴      | "Crawl Space"                                                                        | 후보 |
| 64회 (2012)     | 남우조연상                       | 에런 폴                | "End Times"                                                                          | 수상 |
| 64회 (2012)     | 남우조연상                       | 지안카를로 에스포지토  | "Hermanos"                                                                           | 후보 |
| 64회 (2012)     | 여우조연상                       | 애나 건                | "Cornered"                                                                           | 후보 |
| 64회 (2012)     | 게스트 남자 배우상               | 마크 마골리스          | "Face Off"                                                                           | 후보 |
| 65회 (2013)     | 드라마 최우수 작품상             | 빈스 길리건 외 8인     | "Hazard Pay", "Fifty-One" "Dead Freight", "Buyout" "Say My Name", "Gliding Over All" | 수상 |
| 65회 (2013)     | 드라마 감독상                    | 미셸 매클래런          | "Gliding Over All"                                                                   | 후보 |
| 65회 (2013)     | 드라마 각본상                    | 조지 마스트라우스      | "Dead Freight"                                                                       | 후보 |
| 65회 (2013)     | 드라마 각본상                    | 토마스 슈나즈          | "Say My Name"                                                                        | 후보 |
| 65회 (2013)     | 남우주연상                       | 브라이언 크랜스턴      | "Say My Name"                                                                        | 후보 |
| 65회 (2013)     | 남우조연상                       | 조나단 뱅크스          | "Say My Name"                                                                        | 후보 |
| 65회 (2013)     | 남우조연상                       | 에런 폴                | "Buyout"                                                                             | 후보 |
| 65회 (2013)     | 여우조연상                       | 애나 건                | "Fifty-One"                                                                          | 수상 |
| 창작예술 에미상 |                                  |                        |                                                                                      |      |
| 60회 (2008)     | 1시간 시리즈 촬영상              | 존 톨                  | "Pilot"                                                                              | 후보 |
| 60회 (2008)     | 드라마 시리즈 단일 카메라 편집상 | 린 윌링햄              | "Pilot"                                                                              | 수상 |
| 61회 (2009)     | 1시간 시리즈 촬영상              | 미셸 슬로비스          | "ABQ"                                                                                | 후보 |
| 61회 (2009)     | 드라마 시리즈 단일 카메라 편집상 | 린 윌링햄              | "ABQ"                                                                                | 수상 |
| 62회 (2010)     | 1시간 시리즈 촬영상              | 미셸 슬로비스          | "No Mas"                                                                             | 후보 |
| 62회 (2010)     | 드라마 시리즈 단일 카메라 편집상 | 스킵 맥도날드          | "No Mas"                                                                             | 후보 |
| 62회 (2010)     | 시리즈 음향 합성상               | 데릴 L. 프랭크 외 2인  | "No Mas"                                                                             | 후보 |
| 64회 (2012)     | 1시간 시리즈 촬영상              | 미셸 슬로비스          | "Face Off"                                                                           | 후보 |
| 64회 (2012)     | 드라마 시리즈 단일 카메라 편집상 | 켈리 딕슨              | "End Times"                                                                          | 후보 |
| 64회 (2012)     | 드라마 시리즈 단일 카메라 편집상 | 스킵 맥도널드          | "Face Off"                                                                           | 후보 |
| 64회 (2012)     | 시리즈 음향 편집상               | 닉 폴셰거 외 6인       | "Face Off"                                                                           | 후보 |
| 64회 (2012)     | 시리즈 음향 합성상               | 데릴 L. 프랭크 외 2인  | "Face Off"                                                                           | 후보 |
| 64회 (2012)     | 특수 시각 효과 조연출상          | 윌리엄 폴로스키 외 3인 | "Face Off"                                                                           | 후보 |
| 65회 (2013)     | 1시간 시리즈 촬영상              | 미셸 슬로비스          | "Gliding Over All"                                                                   | 후보 |
| 65회 (2013)     | 드라마 시리즈 단일 카메라 편집상 | 켈리 딕슨              | "Gliding Over All"                                                                   | 수상 |
| 65회 (2013)     | 드라마 시리즈 단일 카메라 편집상 | 스킵 맥도널드          | "Dead Freight"                                                                       | 후보 |
| 65회 (2013)     | 시리즈 음향 편집상               | 닉 폴셰거 외 6인       | "Dead Freight"                                                                       | 후보 |
| 65회 (2013)     | 시리즈 음향 합성상               | 데릴 L. 프랭크 외 2인  | "Dead Freight"                                                                       | 후보 |